# Saint-Jacques-le-Majeur-de-Wolfestown
Saint-Jacques-le-Majeur-de-Wolfestown es un municipio parroquial canadiense situado en la provincia de Quebec.

## Superficie
Saint-Jacques-le-Majeur-de-Wolfestown tiene una superficie de 58,71 km².

## Demografía
En 2021, tenía 186 habitantes, una densidad poblacional de 3,2 hab./km², y 134 viviendas.